# Carl Robert Tielsch

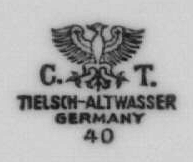

Carl Robert Tielsch (* 1er septembre 1815 à Neumarkt; † 2 novembre 1882) était un fabricant de porcelaine silésien.
En 1845 il a fondé l'entreprise C. Tielsch & Co. à Altwasser avec le banquier Gideon von Wallenberg. Ses produits, des articles de luxe, ont été primés lors des expositions universelles de 1851 à Londres, 1867 à Paris, 1873 à Vienne et 1880 à Melbourne. Son successeur fut Egmont Tielsch.
Le nom actuel de l'entreprise est Fabryka Porcelany Wałbrzych S.A..